# Collection Charles-Adrien Buéno
 (février 2022).
Si vous disposez d'ouvrages ou d'articles de référence ou si vous connaissez des sites web de qualité traitant du thème abordé ici, merci de compléter l'article en donnant les références utiles à sa vérifiabilité et en les liant à la section « Notes et références ».
La collection Charles-Adrien Buéno est un ensemble d’œuvres d’art céramique contemporaines rassemblé par le collectionneur Charles-Adrien Buéno.

## Description
Réputée pour être l’une des plus importantes collections d’œuvres d’art céramique contemporaines du monde, la collection Charles-Adrien Buéno couvre la production artistique céramique du début des années 1970 jusqu’à nos jours. Elle rassemble les œuvres les plus emblématiques des plus grands créateurs céramistes de la période et du monde entier.
Elle a fait l’objet d’expositions à Paris, Genève et Séoul. 

### Artistes de la collection
- Ryota Aoki
- Gordon Baldwin
- Pierre Bayle
- René Ben Lisa
- Claude Champy
- Édouard Chapallaz
- Wouters Dam
- Robert Deblander
- Claire Debril
- Monica Debus
- Bernard Dejonghe
- Michèle Fischer
- Jean-François Fouilloux
- Jean Girel
- Philippe Lambercy
- Yoshikawa Masumichi
- Daniel de Montmollin
- Maria Parup
- Osamu Tsutsui
- Jean-Pierre Viot
- Camille Virot
- Irène Wonk

## Publications
- 2007 : Émaux et merveilles : céramiques contemporaines, collection Charles-Adrien Buéno par Mathilde Legendre et Charles-Adrien Buéno, catalogue de l'exposition au musée Alfred-Canel, Pont-Audemer
- 1995 : Collection Buéno par Jean Jacquinot, musée d'art contemporain, Dunkerque